# Schizocosa communis
Schizocosa communis este o specie de păianjeni din genul Schizocosa, familia Lycosidae. A fost descrisă pentru prima dată de Emerton, 1885. Conform Catalogue of Life specia Schizocosa communis nu are subspecii cunoscute.